# Gaivota-de-patas-amarelas

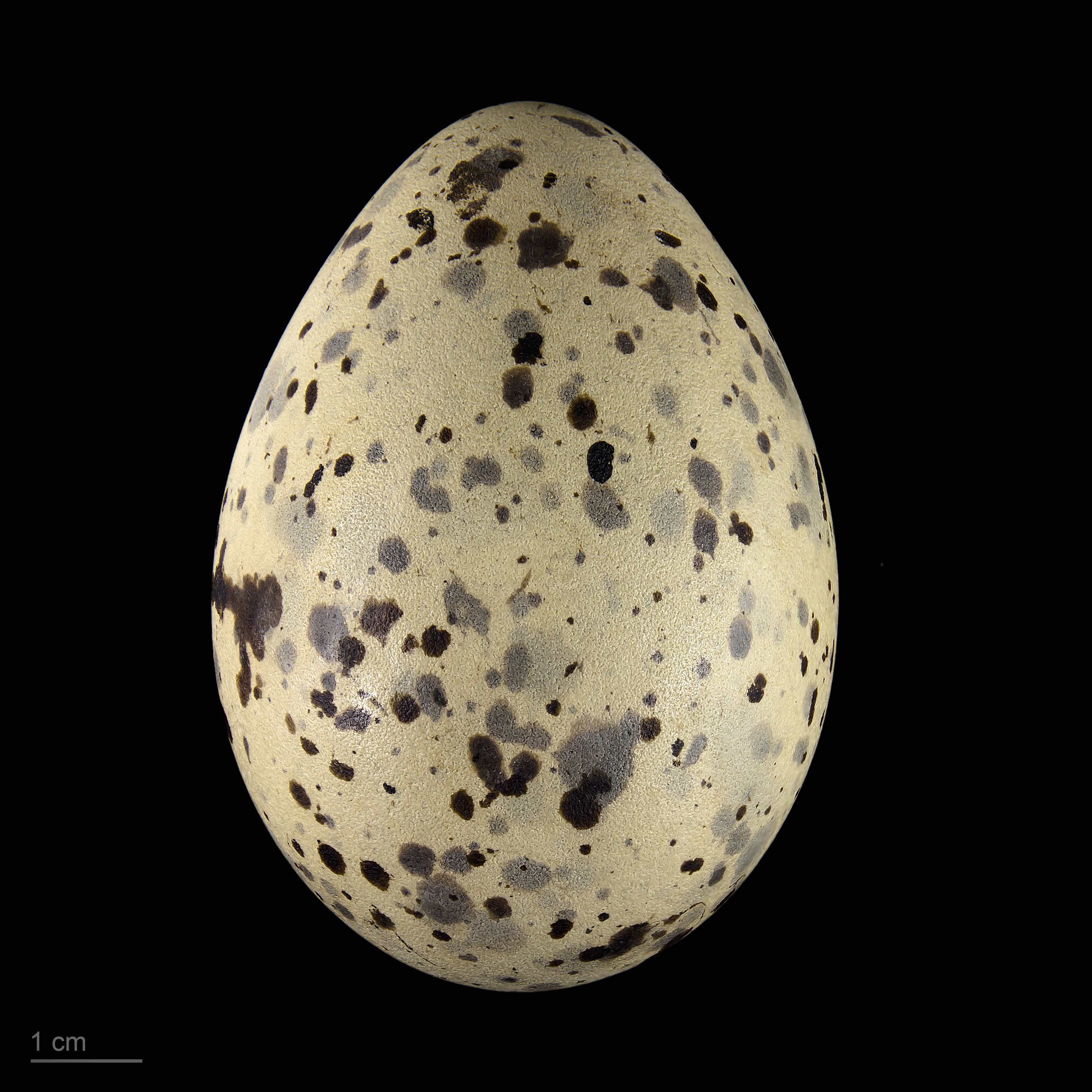
Larus michahellis atlantis - MHNT

A gaivota-de-patas-amarelas ou gaivota-argêntea (Larus michahellis) é uma espécie de gaivota, pertencente ao gênero Larus e à família Laridae.
Entre 1984 e 2002 a população nidificante de gaivota-de-patas-amarelas, claramente dominante em Portugal, praticamente triplicou, passando de pouco mais de 5.500 casais para perto de 16 mil.
Entre 2009 e 2010 foram detectadas 9 752 destas aves em território português.
As gaivotas-de-patas-amarelas vivem, geralmente em praias costeiras. Nomeadamente as portuguesas, apresentado um elevado número de espécie. A sua elevada reprodução tem vindo a afetar outras aves, pois as gaivotas-de-patas-amarelas alimentam-se de outras que ainda estão em desenvolvimento, afetando a sua evolução e diminuindo o número da sua espécie.

## Mais longa migração conhecida da espécie
Uma exemplar identificado em Portugal em 2019 no Arquipélago das Berlengas com uma anilha, quando era ainda uma cria, foi avistada em Israel em fevereiro de 2025, no reservatório de Shdot Yam, em Emek Hefer, por dois guardas florestais da Autoridade da Natureza e dos Parques de Israel. Esta viagem é a mais longa migração conhecida da espécie, tendo percorrido mais de 4 mil quilómetros.